# 제인 다웰
제인 다웰(영어: Jane Darwell, 본명은 패티 우더드(영어: Patti Woodard), 1879년 10월 15일 ~ 1967년 8월 13일)은 미국의 배우이다.

## 영화, 텔레비전
- 삶의 설계
- 진홍의 여제
- 원 나잇 오브 러브
- 화이트 퍼레이드
- 바람과 함께 사라지다 (영화)
- 분노의 포도 (영화)
- 옥스보우 인서던트
- 황야의 결투
- 쓰리 가드파더
- 메리 포핀스 (영화)